# Marin Chisăr
Marin Chisăr (n. 17 februarie 1912, Goicea Mare, județul Dolj – d. 24 noiembrie 1994, București) a fost un fluieraș, cimpoier și interpret de caval virtuoz român. 

## Biografie
„Micu a lu' Ion a lu' Șarpe”, cum era cunoscut în sat, s-a născut la 17 februarie 1912 în comuna Goicea Mare, județul Dolj. Provenind dintr-o familie de țărani, a cântat la diverse instrumente de suflat din lemn (fluier, caval și cimpoi), dar și vocal. Precum tatăl său, a fost constructor de cimpoaie.
„Părinții mei au cântat cu fluierul. Cânta tot satul. Eu la 10 ani m-am apucat să cânt, dar la 17 ani cântam mai bine decât mulți alții - întrecându-mă doar cu Aurică Piculeață, Florea Cioacă, Ioniță Fucă și alți muzicanți de frunte.”
Înzestrat cu aptitudini artistice deosebite, cunoștea deja, la 17 ani, repertoriul muzical instrumental, dar și coregrafic al satului. Mai mult, este recunoscut drept cel mai bun fluieraș din zonă și cântă la clăcile de tors lână, de curățat porumb și, mai târziu, la nunți.
S-a căsătorit în 1932 și, datorită prestigiului de care se bucura în sat, a fost ales unul dintre „garanții” horei. Își îmbogățește continuu repertoriul cu piese pe care le învață de la țărani și lăutari.
Între anii 1934 și 1936, Marin Chisăr face armata în București, Dobrogea, Alba Iulia și apoi pe Nistru, ca grănicer.
Pe 4 februarie 1941, fiind concentrat la București, este adus de un superior la Institutul de Folclor, la profesorul Constantin Brăiloiu. A înregistrat pe cilindri de fonograf 64 de piese, majoritatea „bătrâne”, mai întâi cu Emilia Comișel și Ilarion Cocișiu, apoi, a doua zi, chiar cu Brăiloiu. Neavând cimpoiul la îndemână, cântă doar din fluier, din caval și vocal. Predomină repertoriul instrumental de joc alături de care, printre alte piese vocale, apar și baladele: „Corbea”, „Căpitan Gheorghiță” și „Voinicel Oleac”.
Sub asistența lui Tiberiu Alexandru, i s-au înregistrat apoi 10 piese pe 2 discuri Electrecord la 12 februarie 1941.
Plecat pe frontul de răsărit „cu fluierul în raniță”, este rănit și spitalizat în țară. Este căutat de Brăiloiu, care îi dăruiește discul cu Bobocica (D 1378 II), înregistrat de Tiberiu Alexandru pe 12 februarie 1941.
Unele piese muzicale descoperite de interpret au fost dezvoltate ulterior în noi realizări componistice în stil popular de către compozitori precum Viorel Doboș, Constantin Arvinte sau Mircea Chiriac.
În 1952 este angajat la Ansamblul „Ciocârlia”, unde are ca dirijori pe Victor Predescu și, mai târziu, pe Tudor Pană. Cu acest ansamblu întreprinde turnee în Albania, China, Coreea, URSS, Vietnam și Mongolia. 
Participă apoi la triumfalele concerte conduse de Gheorghe Zamfir în Noua Zeelandă, Australia, Canada, Japonia, America etc. Acesta îl caracterizează pe Chisăr drept „părintele școlii de caval, fluier și cimpoi”.
De-a lungul carierei artistice evoluează sub bagheta unor importanți dirijori precum Victor Predescu, Ionel Budișteanu, Nicu Stănescu, Traian Târcolea, și alături de importanți interpreți precum Maria Tănase, Maria Lătărețu sau Ion Cristoreanu.

## Decesul
Moare la data de 24 noiembrie 1994 la București, făcând cunoscut folclorul oltenesc atât în țară cât și peste hotare. 

## Distincții
- Medalia Muncii (12 decembrie 1957) „pentru merite deosebite în muncă”[1]
- Medalia „Meritul Cultural” clasa a II-a (19 decembrie 1967) „cu prilejul împlinirii a 20 de ani de la înființarea ansamblului de cîntece și dansuri «Ciocîrlia» al Ministerului Afacerilor Interne, [...] pentru merite deosebite și îndelungată activitate artistică”[2]